# Movimiento Democrático de la Renovación Malgache
El Movimiento Democrático de la Renovación Malgache, en francés  Mouvement démocratique de la rénovation malgache, (MDRM) fue el primer partido político formado en Madagascar, tras la Conferencia de Brazzaville de 1944, durante la cual el general Charles de Gaulle anunció que todas las colonias se convertirían en territorios franceses de ultramar con derecho a representación en la Asamblea Nacional Francesa.

## Fundación e ideología
En la primera Asamblea Constituyente de la posguerra convocada en París en noviembre de 1945 para redactar la Constitución de la Cuarta República francesa, Madagascar estuvo representada por Joseph Raseta y Joseph Ravoahangy que formaron junto a Jacques Rabemananjara el MDRM juntos a principios de 1946.Los tres eran descendientes de Hovas que habían ejercido cargos políticos en el Reino de Imerina.Era un movimiento pacifista cuyo objetivo era la independencia de Francia. El partido obtuvo un apoyo masivo que trasciendo las divisiones geográficas, étnicas y de clase. Pero las élites de Merina Hova fundaron el MDRM no solo con el interés de liberar a todos los malgaches del dominio francés, sino también de recuperar el dominio político de Merina tras la independencia. 
En marzo de 1946, presentaron un proyecto en París pidiendo independencia de la Unión Francesa, pero el proyecto fue rechazado porque según Vincent Auriol, era <<un acto de acusación contra Francia y, en suma, un llamado a la revuelta>>.
En  noviembre de 1946, los tres fundadores (Joseph Ravoahangy, Joseph Raseta y Jacques Rabemananjara) fueron elegidos diputados en la Asamblea Nacional francesa como representantes de Madagascar.
En contraposición a la fundación del MDRM, en 1946 se formó el PADESM, Parti des déshérités de Madagascar ("Partido de los Desheredados de Madagascar", que atrajo a los pueblos costeros y los descendientes de los esclavos de Merina, pero después excluyeron por completo a estos últimos.

## El Movimiento Independentista
Los diputados del MDRM presentaron un proyecto a finales de 1946 para la independencia de Madagascar del gobierno francés, pero éste fue rechazado por los franceses. Los esfuerzos del MDRM fueron desaprobados por el primer ministro francés Paul Ramadier y del ministro de las Colonias Marius Moutet que también vio como un mes antes la Indochina francesa se había levantado en armas.
En consecuencia, Moutet respondió declarando la guerra al movimiento independentista malgache. Lo que llevó a una radicalización de los grupos nacionalistas en Madagascar.El 27 de marzo de 1947 los diputados emitieron una declaración conjunta, en la que se instaba al pueblo a "mantener la calma y la frialdad absoluta frente a las maniobras y provocaciones de todo tipo destinadas agitar los problemas entre la población malgache y sabotear la política pacífica del MDRM ".
Esta súplica no fue obedecida, y el 29 de marzo de 1947 militantes nacionalistas se lanzaron a una insurrección de dos años contra el dominio colonial, conocido como la Rebelión malgache.El 6 de mayo de 1947, en Moramanga, soldados armados con ametralladoras detienen y asesinan a partidarios del MDRM, los detenidos y asesinados fueron entre 124 y 160 en su mayoría desarmados. Unos 1.900 partidarios del PADESM fueron asesinados por sus compatriotas pro-MDRM durante el conflicto.

## Ilegalización
De julio a octubre de 1948 en Antananarivo, los franceses organizaron un gran juicio público del levantamiento, acusando a 77 funcionarios del MDRM.Aunque la dirección de MDRM mantuvo constantemente su inocencia, el partido fue proscrito por los gobernantes coloniales franceses.Las autoridades francesas afirmaron que sus declaraciones públicas pidiendo calma antes de la Rebelión no habían sido más que una táctica de distracción para ocultar su participación en la organización de dicha rebelión y que ésta fue lanzada en secreto mediante un telegrama codificado.Los diputados Ravoahangy y Rabemananjara fueron detenidos y encarcelados el 12 de abril de 1947.Dos meses después les siguió Raseta, que se encontraba en París al comienzo de la insurrección.Los debates sobre el Levantamiento malgache en la Asamblea Nacional francesa el 1 de agosto de 1947 concluyeron con la decisión de revocar la inmunidad de los tres diputados que fueron torturados en prisión.
El juicio, que se celebró del 22 de julio al 4 de octubre de 1948, estuvo marcado por numerosas irregularidades. El principal testigo de la acusación fue asesinado a tiros tres días antes del juicio, y gran parte de las pruebas contra los acusados se obtuvieron mediante tortura.Los tres fueron declarados culpables de conspiración contra el estado y poner en peligro la seguridad nacional.Aunque estas irregularidades fueron planteadas en el juicio, Ravoahangy fue condenado a muerte , junto con Raseta y otros cuatro nacionalistas y  Rabemananjara fue condenado a cadena perpetua .En julio de 1949, las condenas a muerte fueron conmutadas por cadena perpetua, y el trío permaneció encarcelado hasta que se les concedió la amnistía en 1958.